# Melanoscia
Melanoscia là một chi bướm đêm thuộc họ Geometridae.